# Sultanato di Jaunpur
Il Sultanato di Jaunpur (in urdu سلطنت جونپور‎?, Salṭanat Jawnpur) è stato un regno indipendente nell'India settentrionale tra il 1394 e il 1479, e la cui capitale fu la città di Jaunpur nell'attuale Stato indiano dell'Uttar Pradesh. 

Il Sultanato di Jaunpur fu governato dalla dinastia Sharqī. Il suo primo sovrano fu Khwāja-i Jahān Malik Sarwar, che era stato visir del Sultano Nāṣir al-Dīn Muḥammad Shāh III Ṭughlāq (1390–1394). Nel 1394 si proclamò governante indipendente di Jaunpur ed estese la sua autorità su Awadh e su gran parte del Doāb (lingua di terra tra due fiumi) Gange e Yamuna.
La dinastia assunse la sua denominazione desumendola dalla titolatura del suo sovrano, Malik al-Sharq ("Re dell'Oriente"). Il più significativo esponente della dinastia fu Ibrāhīm Shāh.

## Storia

### Malik Sarwar, Khwājah-i Jahān
Nel 1389, Malik Sarwar ricevette il titolo di Khwāja-i jahān (Signore del mondo). Nel 1394, fu nominato governatore di Jaunpur e ricevette il titolo di Malik al-Sharq dal Sultano Nāṣir al-Dīn Maḥmūd Shāh Ṭughlāq (1394-1413). Presto si eresse a sovrano indipendente e assunse il titolo di Atābeg-i ʿAẓam (lett. "Tutore/Reggente eccelso"). Represse la ribellione di Etawah, Koil e Kannauj e fu in grado di assumere il controllo di Kara, di Awadh, Dalmau, Bahraich e del Bihar meridionale. Il Signore di Jajnagar e il governante di Gaur (Bengala occidentale) ne riconobbero l'autorità e gli inviarono come tributo un certo numero di elefanti. Dopo la sua morte gli succedette suo figlio adottivo Malik Qaranfal, che prese il titolo di Mubārak Shāh (Imperatore Benedetto).

#### Guerra contro gli Ujjayniya di Bhojpur
Durante il regno di Malik Sarwar, Jaunpur fu coinvolta in un conflitto, durato 100 anni, con la confinante regione di Ujjain di Bhojpur, nell'odierno Bihar. Gli abitanti di Ujjain reagirono al Sultano di Jaunpur, Malik Sarwar che affliggeva i bramini e le loro preghiere. Il comandante Ujjaynī, Raja Harraj, ebbe inizialmente successo nel proteggere i bramini e sconfisse le forze di Malik Sarwar, anche se gli appartenenti al clan Ujjayn furono sbaragliati nelle successive battaglie e obbligati a nascondersi nelle foreste e a replicare con azioni belliche proprie della guerriglia.

### Mubārak Shāh
Dopo aver assunto il potere nel 1399, Mubārak Shāh batté moneta a proprio nome e anche la Khuṭba fu recitata in suo onore. Durante il suo regno, Mallu Iqbāl provò a riconquistare Jaunpur, ma fallì. A Mubārak Shāh succedette il fratello minore Ibrāhīm dopo la sua morte nel 1402, che assunse il titolo di Shams al-Dīn Mubārak Shāh.

### Ibrāhīm Shāh
Il Sultanato di Jaunpur raggiunse la sua massima estensione sotto il fratello minore di Mubārak Shāh, Shams al-Dīn Ibrāhīm Shāh (r. 1402-1440). A est il Sultanato si estese al Bihar, e a ovest a Kannauj. Marciò anche su Delhi in un'occasione e, sotto l'egida di un chierico musulmano, Nūr Quṭb al-ʿĀlam, minacciò anche il Sultanato del Bengala (attivo per gran parte del XIV, XV e XVI secolo) sotto Raja Ganesha.
Ibrāhīm Shāh fu un generoso patrono del sapere islamico e creò varie istituzioni a ciò delegate. Un ampio numero di lavori scientifici sulla teologia e sulla Legge islamica fu realizzato durante il suo regno, tra cui l'Hashiah-i Hindi, il Baḥar-ul Mawwāj e la Fatwā-i Ibrāhīm Shāhī. Fece edificare un gran numero di monumenti nel nuovo stile regionale di architettura, chiamato Sharqī (lett. "orientale": termine che identificava anche la dinastia regnante). Durante il suo regno, Sulṭān Nāṣir al-Dīn Maḥmūd Shāh II Ṭughlāq trovò rifugio a Jaunpur per sfuggire al controllo di Mallu Iqbāl, ma le relazioni tra i due peggiorarono a tal punto da portare all'occupazione di Kannauj da parte di suo figlio Maḥmūd Shāh. Nel 1407, Ibrāhīm Shāh provò a riprendere il controllo di Kannauj ma il suo tentativo fallì, come pure il suo sforzo per conquistare il Bengala. Ebbe invece esito favorevole l'azione del suo primogenito, avvenuta dopo la sua morte.

### Maḥmūd Shāh

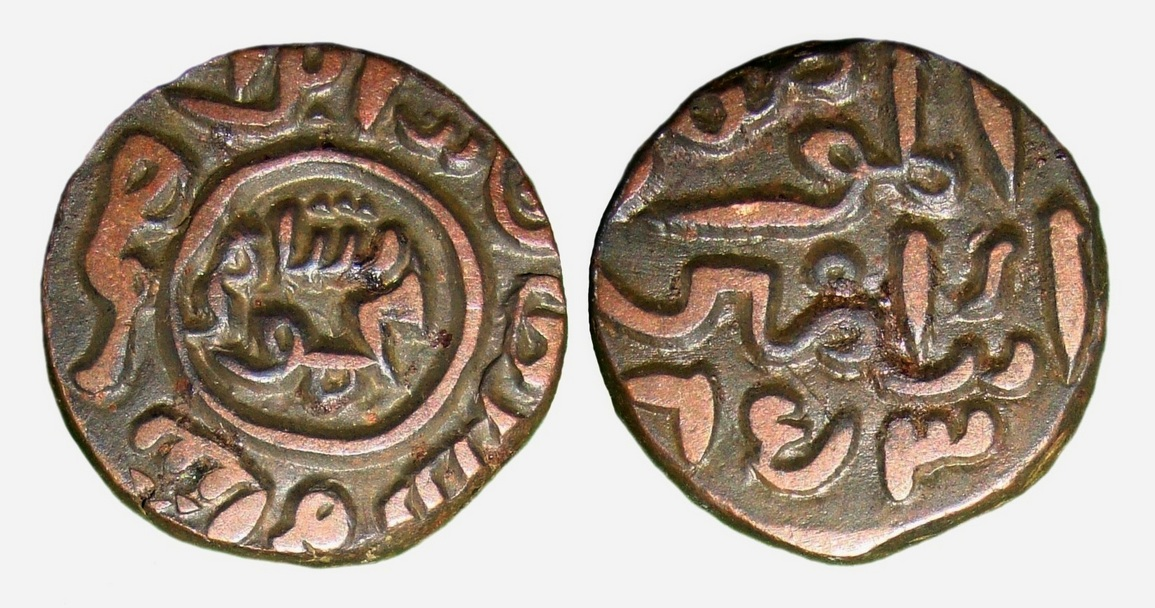
Doppio falus di Ḥusayn Shāh

Maḥmūd Shāh ebbe successo nella conquista di Chunar ma fallì nel prendere Kalpi. Condusse anche campagne militari in Bengala e Orissa. Nel 1452, invase Delhi ma fu sconfitto da Bahlūl Lōdī. In seguito effettuò un altro tentativo di conquistare Delhi e penetrò nell'Etawah (attuale Uttar Pradesh). Infine sottoscrisse un accordo in cui accettava il buon diritto di Bahlūl Lōdī su Shamsābād, ma quando Bahlūl provò a prendere possesso di Shamsābād, incontrò l'opposizione armata di Jaunpur. In quel frangente Maḥmūd Shāh morì e a lui succedette il figlio Bhikhan, che assunse il nome di Muḥammad Shāh.

### Muḥammad Shāh

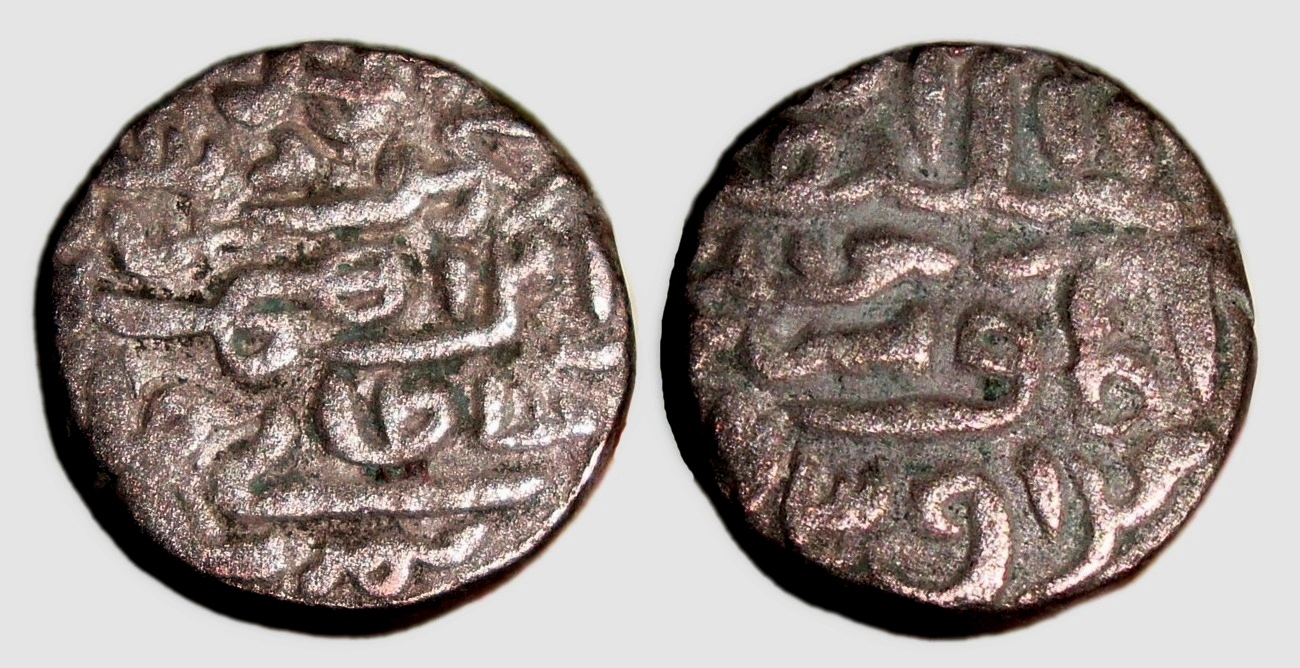
Taka o Tanka di biglione emesso all'epoca di Muḥammad Shāh.

Assumendo il potere nel 1457, Muḥammad Shāh sottoscrisse un accordo di pace con Bahlūl Lōdī, riconoscendo i suoi diritti su Shamsābād ma incontrò l'ostilità della sua aristocrazia. Nel 1458, dopo aver fatto giustiziare suo fratello Ḥasan, un altro suo fratello, Ḥusayn si ribellò e si proclamò Sultano di Jaunpur, col titolo di Ḥusayn Shāh. Muḥammad Shāh fu presto ucciso da un esercito inviato da Ḥusayn Shāh a Kannauj.

### Ḥusayn Shāh
L'ultimo regnante, Ḥusayn Shāh, firmò un trattato di pace per 4 anni con Bahlūl Lōdī nel 1458. In seguito, per invadere Delhi, raggiunse nel 1478 le sponde dello Yamuna con un esercito numeroso. Il Sultano Bahlūl Lōdī provò a raggiungere un accordo di pace offrendo di conservare la sola Delhi e di governare come vassallo di Ḥusayn Shāh, che però respinse incautamente la proposta. Come risultato, il Sultano Bahlūl Lōdī attraversò lo Yamuna e lo sconfisse. Ḥusayn Shāh concordò per un accordo di tregua ma, ancora una volta, occupò Etawah e marciò su Delhi con un potente esercito, ma fu ancora una volta sconfitto da Bahlūl Lōdī. Fu in grado di sottoscrivere una pace ma, nel marzo del 1479, giunse per la terza volta sulle rive del Yamuna. Fu di nuovo sconfitto da Bahlūl Lōdī e perse le Pargana di Kampil, Patiali, Shamsābād, Suket, Koil, Marhara e Jalesar, mentre il Sultano di Delhi avanzava contro di lui. Dopo successive disfatte nelle battaglie di Senha, Rapri e Raigaon Khaga, fu definitivamente sbaragliato sulle sponde del Rahab. Fuggì quindi in Bengala, dove gli fu assicurato asilo da parte del Sultano ʿAlāʾ al-Dīn Ḥusayn Shāh e trascorse i suoi restanti anni colà. 

Nel 1486, Bahlūl Lōdī pose sul trono di Jaunpur suo figlio primogenito, Barbak Shāh Lōdī.

## Arte e architettura

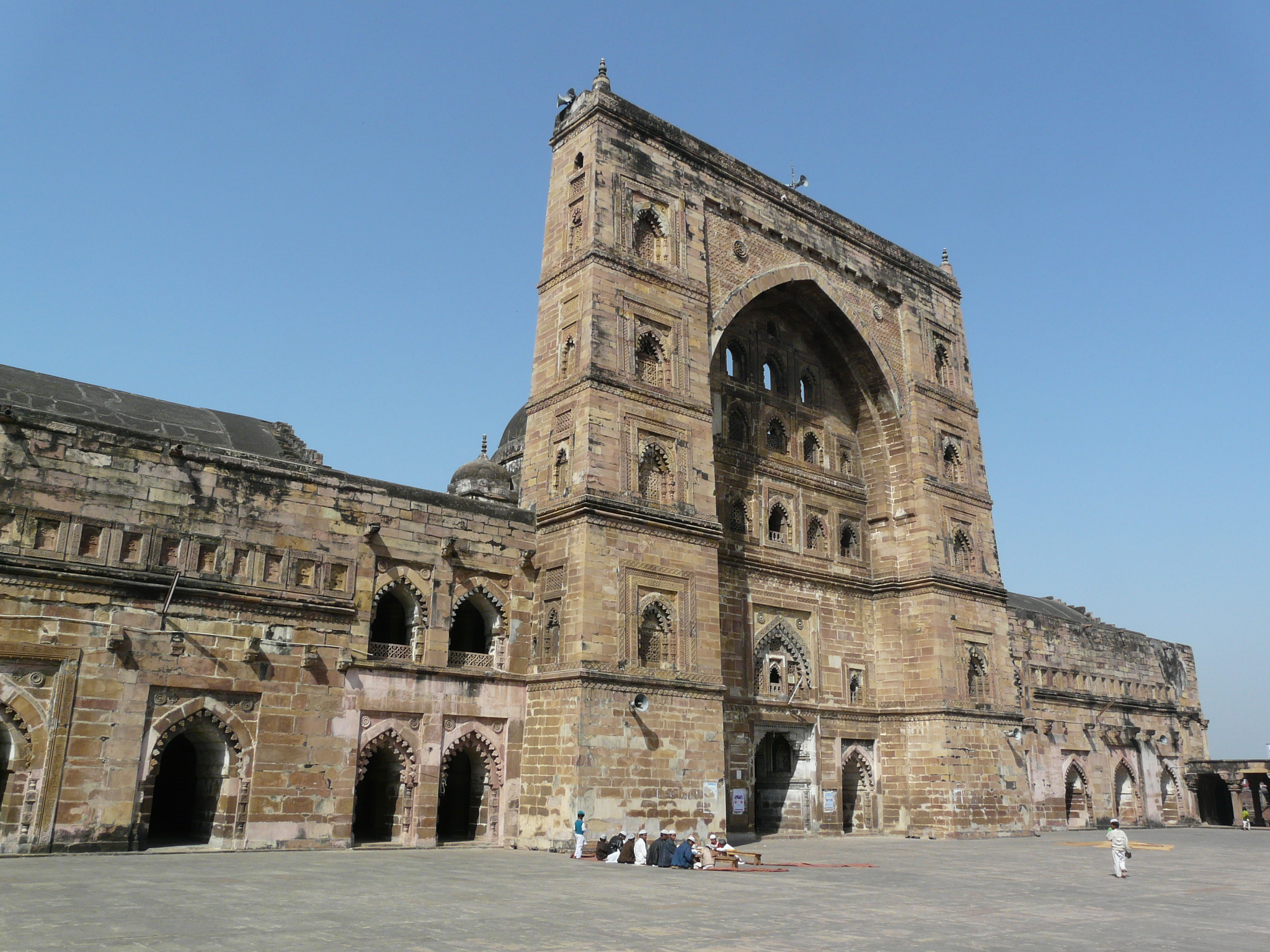
Principale facciata ad arco a sesto acuto della Jama Masjid (Moschea del venerdì).

I regnanti Sharqī di Jaunpur erano noti per il loro patronato delle scienze e dell'architettura. Jaunpur era conosciuta come la Shiraz dell'India durante il loro periodo. I principali esempi dello stile architettonico cosiddetto Sharqī di Jaunpur sono l'ʿAṭāʾ Allāh Masjid (una Jamaʿ Masjid, ossia Moschea del venerdì) e la Lal Darwaja Masjid. Anche se la fondazione dell'ʿAṭāʾ Allāh Masjid fu avviata da Fīrūz Shāh Ṭughlāq nel 1376, essa fu completata solo durante il regno di Ibrāhīm Shāh nel 1408. Un'altra moschea, la Jhanjhiri Masjid, fu edificata anch'essa da Ibrāhīm Shāh nel 1430. La Lal Darwāja Masjid (1450) fu costruita invece durante il regno del successivo sovrano, Maḥmūd Shāh. La Jama Masjid fu eretta nel 1470, all'epoca dell'ultimo sovrano, Ḥusayn Shāh.

## Musica
L'ultimo sovrano, Ḥusayn Shāh, assunse la titolatura di Gandharva e contribuì in modo significativo allo sviluppo del Khayal, un genere di musica hindustana. Egli compose numerose nuove melodie raga, di cui le più rimarchevoli sono la Malhār-śyāma, la Gaur-śyāma, la Bhopāl-śyāma, la Hussayni e la Jaunpurī-āśāvari (attualmente nota come Jaunpuri) e Jaunpuri-basant.

## Regnanti della dinastia Sharqī
| Titolatura | Nome personale | Regno            |
| --- | -------------- | ---------------- |
| Indipendenza dalla dinastia Ṭughlāq del Sultanato di Delhi                                                      |                |                  |
| Khwāja-i Jahān in persiano خواجہ جہاں‎ Malik al-Sharq in persiano ملک الشرق‎ Atābeg-i aẓam in persiano اتابک اعظم‎ | Malik Sarwar   | 1394 - 1399 C.E. |
| Mubārak Shāh in persiano مبارک شاہ ‎                                                                             | Malik Qaranfal | 1399 - 1402      |
| Shams al-Dīn Ibrāhīm Shāh in persiano شمس الدین ابراہیم شاہ ‎                                                    | Ibrāhīm Khān   | 1402 - 1440      |
| Nāṣir al-Dīn Maḥmūd Shāh in persiano ناصر الدین محمود شاہ ‎                                                      | Maḥmūd Khān    | 1440 - 1457      |
| Muḥammad Shāh in persiano محمد شاہ ‎                                                                             | Muḥammad Khān  | 1457 - 1458      |
| Ḥusayn Shāh in persiano حسین شاہ ‎                                                                               | Ḥusayn Khān    | 1458 - 1479      |
| Nuovamente assorbita nel Sultanato di Delhi sotto la dinastia Lōdī                                              |                |                  |